# Europamästerskapet i volleyboll för damer 2001
Europamästerskapet 2001 i volleyboll för damer hölls 22 till 30 september 2001 i Sofia och Varna, Bulgarien. Den var den 22:e upplagan av turneringen och tolv landslag från CEV:s medlemsförbund deltog. Ryssland vann mästerskapet genom att besegra Italien i finalen. Antonina Zetova var främsta poängvinnare och utsågs även till mest värdefulla spelare

## Kvalificering
I turneringen deltog: arrangörslandets landslag, de tre bästa landslagen från EM 1999 och åtta landslag som kvalificerade sig via kvalturneringen.

## Regelverk

### Format
Turneringen började med ett gruppspel med två grupper där alla mötte alla inom respektive grupp. 
- De två första lagen i varje grupp gick vidare till slutspel om de fyra matcherna. Slutspelet bestod av semifinaler, match om tredjepris och final.
- Lagen på plats tre och fyra i varje grupp gick vidare till slutspel om platserna fem till åtta. Även detta genomfördes i cupformat.

Under gruppspelet tilldelades det vinnande laget två poäng och det förlorande laget en poäng. Lagen rangordnades efter:
- Poäng
- Kvot vunna/förlorade set
- Kvot vunna/förlorade bollpoäng
- Inbördes möte

## Deltagande lag
| Lag           | Turnering           | Deltog senast |
| ------------- | ------------------- | ------------- |
| Bulgarien     | Värdland            | Italien 1999  |
| Kroatien      | 2:a EM 1999         | Italien 1999  |
| Frankrike     | 1:a kval (grupp A)  | Tjeckien 1991 |
| Tyskland      | 1:a kval (grupp C)  | Italien 1999  |
| Grekland      | Bästa trea i kvalet | Tjeckien 1993 |
| Italien       | 3:a EM 1999         | Italien 1999  |
| Nederländerna | 2:a kval (grupp A)  | Italien 1999  |
| Polen         | 2:a kval (grupp B)  | Italien 1999  |
| Tjeckien      | 2:a kval (grupp C)  | Tjeckien 1997 |
| Rumänien      | 1:a kval (grupp B)  | Italien 1999  |
| Ryssland      | 1:a EM 1999         | Italien 1999  |
| Ukraina       | Bästa trea i kvalet | Tjeckien 1997 |

## Turneringen

### Gruppspel
| Grupp A   | Grupp B       |
| --------- | ------------- |
| Bulgarien | Kroatien      |
| Frankrike | Tyskland      |
| Grekland  | Italien       |
| Tjeckien  | Nederländerna |
| Rumänien  | Polen         |
| Ryssland  | Ukraina       |

#### Grupp A

##### Resultat
| 22 september 2001 ?, Varna Speltid: 1h:12 - Åskådare: 300   | Frankrike | 0 - 3 | Ryssland  | 23-25, 22-25, 16-25               |
| 22 september 2001 ?, Varna Speltid: 1h:32 - Åskådare: 550   | Tjeckien  | 1 - 3 | Rumänien  | 21-25, 26-24, 21-25, 22-25        |
| 22 september 2001 ?, Varna Speltid: 1h:54 - Åskådare: 1 800 | Bulgarien | 3 - 1 | Grekland  | 21-25, 25-15, 25-22, 25-16        |
| 23 september 2001 ?, Varna Speltid: 1h:46 - Åskådare: 150   | Frankrike | 3 - 1 | Tjeckien  | 25-19, 25-19, 24-26, 25-19        |
| 23 september 2001 ?, Varna Speltid: 1h:07 - Åskådare: 550   | Ryssland  | 3 - 0 | Grekland  | 25-13, 25-20, 25-19               |
| 23 september 2001 ?, Varna Speltid: 1h:32 - Åskådare: 2 000 | Rumänien  | 1 - 3 | Bulgarien | 20-25, 25-16, 20-25, 17-25        |
| 24 september 2001 ?, Varna Speltid: 1h:08 - Åskådare: 120   | Tjeckien  | 0 - 3 | Ryssland  | 12-25, 15-25, 13-25               |
| 24 september 2001 ?, Varna Speltid: 1h:21 - Åskådare: 300   | Grekland  | 0 - 3 | Rumänien  | 24-26, 15-25, 27-29               |
| 24 september 2001 ?, Varna Speltid: 2h:07 - Åskådare: 3 150 | Bulgarien | 3 - 2 | Frankrike | 25-16, 19-25, 20-25, 25-20, 15-13 |
| 26 september 2001 ?, Varna Speltid: 0h:55 - Åskådare: 150   | Ryssland  | 3 - 0 | Rumänien  | 25-17, 25-13, 25-10               |
| 26 september 2001 ?, Varna Speltid: 1h:59 - Åskådare: 400   | Frankrike | 3 - 2 | Grekland  | 16-25, 25-23, 24-26, 25-20, 15-11 |
| 26 september 2001 ?, Varna Speltid: 1h:11 - Åskådare: 3 700 | Tjeckien  | 0 - 3 | Bulgarien | 19-25, 21-25, 23-25               |
| 27 september 2001 ?, Varna Speltid: 0h:56 - Åskådare: 200   | Rumänien  | 3 - 0 | Frankrike | 25-21, 25-15, 25-12               |
| 27 september 2001 ?, Varna Speltid: 1h:37 - Åskådare: 500   | Grekland  | 1 - 3 | Tjeckien  | 18-25, 25-23, 20-25, 13-25        |
| 27 september 2001 ?, Varna Speltid: 1h:00 - Åskådare: 4 000 | Bulgarien | 0 - 3 | Ryssland  | 22-25, 16-25, 12-25               |

##### Sluttabell
| Pos. | Lag       | Pt | G | V | P | VS | FS | Kvot  | VP  | FP  | Kvot  |
| ---- | --------- | -- | - | - | - | -- | -- | ----- | --- | --- | ----- |
| 1.   | Ryssland  | 10 | 5 | 5 | 0 | 15 | 0  | MAX   | 375 | 243 | 1,543 |
| 2.   | Bulgarien | 9  | 5 | 4 | 1 | 12 | 7  | 1,714 | 416 | 397 | 1,047 |
| 3.   | Rumänien  | 8  | 5 | 3 | 2 | 10 | 7  | 1,428 | 376 | 370 | 1,016 |
| 4.   | Frankrike | 7  | 5 | 2 | 3 | 8  | 12 | 0,666 | 412 | 442 | 0,932 |
| 5.   | Tjeckien  | 6  | 5 | 1 | 4 | 5  | 13 | 0,384 | 374 | 424 | 0,882 |
| 6.   | Grekland  | 5  | 5 | 0 | 5 | 4  | 15 | 0,266 | 377 | 454 | 0,830 |

      Kvalificerade för spel om plats 1-4.
      Kvalificerade för spel om plats 5-8.

#### Grupp B

##### Resultat
| 22 september 2001 ?, Sofia Speltid: 1h:47 - Åskådare: ?   | Nederländerna | 1 - 3 | Tyskland      | 26-24, 22-25, 15-25, 18-25        |
| 22 september 2001 ?, Sofia Speltid: 1h:32 - Åskådare: 350 | Italien       | 3 - 1 | Polen         | 25-17, 25-15, 20-25, 25-21        |
| 22 september 2001 ?, Sofia Speltid: 1h:07 - Åskådare: 200 | Ukraina       | 3 - 0 | Kroatien      | 27-25, 25-16, 25-16               |
| 23 september 2001 ?, Sofia Speltid: ? - Åskådare: ?       | Polen         | 3 - 1 | Tyskland      | 19-25, 25-19, 26-24, 25-16        |
| 23 september 2001 ?, Sofia Speltid: 1h:16 - Åskådare: 360 | Italien       | 3 - 0 | Ukraina       | 27-25, 25-21, 25-15               |
| 23 september 2001 ?, Sofia Speltid: 1h:34 - Åskådare: 300 | Kroatien      | 3 - 1 | Nederländerna | 29-27, 22-25, 25-20, 25-18        |
| 24 september 2001 ?, Sofia Speltid: 1h:47 - Åskådare: 150 | Ukraina       | 3 - 2 | Polen         | 25-14, 19-25, 23-25, 25-16, 15-11 |
| 24 september 2001 ?, Sofia Speltid: 1h:50 - Åskådare: 300 | Nederländerna | 2 - 3 | Italien       | 25-20, 25-17, 24-26, 16-25, 11-15 |
| 24 september 2001 ?, Sofia Speltid: 2h:27 - Åskådare: 300 | Tyskland      | 2 - 3 | Kroatien      | 30-28, 20-25, 11-25, 25-20, 12-15 |
| 26 september 2001 ?, Sofia Speltid: 2h:03 - Åskådare: 250 | Ukraina       | 2 - 3 | Nederländerna | 25-20, 20-25, 29-31, 25-22, 14-16 |
| 26 september 2001 ?, Sofia Speltid: 1h:08 - Åskådare: 250 | Italien       | 3 - 0 | Tyskland      | 25-19, 25-19, 25-17               |
| 26 september 2001 ?, Sofia Speltid: 1h:20 - Åskådare: 300 | Polen         | 3 - 0 | Kroatien      | 25-15, 30-28, 25-18               |
| 27 september 2001 ?, Sofia Speltid: 1h:36 - Åskådare: 150 | Tyskland      | 1 - 3 | Ukraina       | 23-25, 25-22, 19-25, 21-25        |
| 27 september 2001 ?, Sofia Speltid: 1h:27 - Åskådare: 200 | Kroatien      | 1 - 3 | Italien       | 22-25, 25-20, 17-25, 14-25        |
| 27 september 2001 ?, Sofia Speltid: 1h:12 - Åskådare: 200 | Nederländerna | 3 - 0 | Polen         | 25-18, 26-24, 25-19               |

##### Sluttabell
| Pos. | Lag           | Pt | G | V | P | VS | FS | Kvot  | VP  | FP  | Kvot  |
| ---- | ------------- | -- | - | - | - | -- | -- | ----- | --- | --- | ----- |
| 1.   | Italien       | 10 | 5 | 5 | 0 | 15 | 4  | 3,750 | 445 | 373 | 1,193 |
| 2.   | Ukraina       | 8  | 5 | 3 | 2 | 11 | 9  | 1,222 | 455 | 427 | 1,065 |
| 3.   | Nederländerna | 7  | 5 | 2 | 3 | 10 | 11 | 0,909 | 462 | 477 | 0,968 |
| 4.   | Polen         | 7  | 5 | 2 | 3 | 9  | 10 | 0,900 | 405 | 423 | 0,957 |
| 5.   | Kroatien      | 7  | 5 | 2 | 3 | 7  | 12 | 0,583 | 410 | 440 | 0,931 |
| 6.   | Tyskland      | 6  | 5 | 1 | 4 | 7  | 13 | 0,538 | 424 | 461 | 0,919 |

      Kvalificerade för spel om plats 1-4.
      Kvalificerade för spel om plats 5-8.

### Slutspelsfasen

#### Spel om plats 1-4
|  | Semifinaler | Semifinaler | Semifinaler |         |    | Final               | Final               | Final               |  |
|  |             |             |             |         |    |                     |                     |                     |  |
|  | 1A          | Ryssland    | 3           |         |    |                     |                     |                     |  |
|  | 1A          | Ryssland    | 3           |         |    |                     |                     |                     |  |
|  | 2B          | Ukraina     | 0           |         |    |                     |                     |                     |  |
|  | 2B          | Ukraina     | 0           |         | 1A | Ryssland            | 3                   |                     |  |
|  |             |             |             |         | 1A | Ryssland            | 3                   |                     |  |
|  |             |             | 1B          | Italien | 2  |                     |                     |                     |  |
|  | 2A          | Bulgarien   | 1B          | Italien | 2  | 0                   |                     |                     |  |
|  | 2A          | Bulgarien   |             |         |    | 0                   |                     |                     |  |
|  | 1B          | Italien     | 3           |         |    | Match om tredjepris | Match om tredjepris | Match om tredjepris |  |
|  | 1B          | Italien     | 3           |         |    |                     |                     |                     |  |
|  |             |             |             |         |    |                     |                     |                     |  |
|  |             |             |             |         |    | 2B                  | Ukraina             | 1                   |  |
|  |             |             |             |         |    | 2B                  | Ukraina             | 1                   |  |
|  |             |             |             |         |    | 2A                  | Bulgarien           | 3                   |  |

##### Semifinaler
| 29 september 2001 ?, Varna Speltid: 1h:09 - Åskådare: 2 000 | Ryssland  | 3 - 0 | Ukraina | 25-18, 25-19, 25-17 |
| 29 september 2001 ?, Varna Speltid: 1h:05 - Åskådare: 4 600 | Bulgarien | 0 - 3 | Italien | 18-25, 12-25, 21-25 |

##### Match om tredjepris
| 30 september 2001 ?, Varna Speltid: 1h:35 - Åskådare: 3 300 | Ukraina | 1 - 3 | Bulgarien | 23-25, 25-22, 21-25, 21-25 |

##### Final
| 30 september 2001 ?, Varna Speltid: 1h:45 - Åskådare: 2 750 | Ryssland | 3 - 2 | Italien | 21-25, 25-23, 25-23, 18-25, 15-6 |

#### Spel om plats 5-8
|  | Spel om 5-8:e plats | Spel om 5-8:e plats | Spel om 5-8:e plats |               |    | Match om femteplats  | Match om femteplats  | Match om femteplats  |  |
|  |                     |                     |                     |               |    |                      |                      |                      |  |
|  | 3A                  | Rumänien            | 0                   |               |    |                      |                      |                      |  |
|  | 3A                  | Rumänien            | 0                   |               |    |                      |                      |                      |  |
|  | 4B                  | Polen               | 3                   |               |    |                      |                      |                      |  |
|  | 4B                  | Polen               | 3                   |               | 4B | Polen                | 2                    |                      |  |
|  |                     |                     |                     |               | 4B | Polen                | 2                    |                      |  |
|  |                     |                     | 3B                  | Nederländerna | 3  |                      |                      |                      |  |
|  | 4A                  | Frankrike           | 3B                  | Nederländerna | 3  | 2                    |                      |                      |  |
|  | 4A                  | Frankrike           |                     |               |    | 2                    |                      |                      |  |
|  | 3B                  | Nederländerna       | 3                   |               |    | Match om sjundeplats | Match om sjundeplats | Match om sjundeplats |  |
|  | 3B                  | Nederländerna       | 3                   |               |    |                      |                      |                      |  |
|  |                     |                     |                     |               |    |                      |                      |                      |  |
|  |                     |                     |                     |               |    | 3A                   | Rumänien             | 3                    |  |
|  |                     |                     |                     |               |    | 3A                   | Rumänien             | 3                    |  |
|  |                     |                     |                     |               |    | 4A                   | Frankrike            | 1                    |  |

##### Semifinaler
| 29 september 2001 ?, Varna Speltid: 1h:56 - Åskådare: 210 | Rumänien  | 0 - 3 | Polen         | 20-25, 22-25, 21-25               |
| 29 september 2001 ?, Varna Speltid: 2h:22 - Åskådare: 100 | Frankrike | 2 - 3 | Nederländerna | 26-24, 23-25, 25-27, 25-21, 11-15 |

##### Match om sjundeplats
| 30 september 2001 ?, Varna Speltid: 1h:30 - Åskådare: 120 | Rumänien | 3 - 1 | Frankrike | 25-18, 22-25, 25-19, 25-23 |

##### Match om femteplats
| 30 september 2001 ?, Varna Speltid: 1h:57 - Åskådare: 300 | Polen | 2 - 3 | Nederländerna | 22-25, 25-22, 19-25, 25-21, 9-15 |

## Slutplaceringar
| Pos | Lag           | Turnering                        |
| --- | ------------- | -------------------------------- |
|     | Ryssland      | Grand Champions Cup 2001 EM 2003 |
|     | Italien       | EM 2003                          |
|     | Bulgarien     | EM 2003                          |
| 4   | Ukraina       |                                  |
| 5   | Nederländerna |                                  |
| 6   | Polen         |                                  |
| 7   | Rumänien      |                                  |
| 8   | Frankrike     |                                  |
| 9   | Kroatien      |                                  |
| 10  | Tjeckien      |                                  |
| 11  | Tyskland      |                                  |
| 12  | Grekland      |                                  |

## Individuella utmärkelser
| Utmärkelse              | Namn              | Lag           |
| ----------------------- | ----------------- | ------------- |
| Mest värdefulla spelare | Antonina Zetova   | Bulgarien     |
| Bästa poängvinnare      | Antonina Zetova   | Bulgarien     |
| Bästa anfallare         | Elizaveta Tišenko | Ryssland      |
| Bästa blockare          | Manuela Leggeri   | Italien       |
| Bästa servare           | Ljubov' Sokolova  | Ryssland      |
| Bästa passare           | Iryna Žukova      | Ukraina       |
| Bästa mottagare         | Ljubov' Sokolova  | Ryssland      |
| Bästa försvarare        | Erna Brinkman     | Nederländerna |